# NCT U
NCT U (tiếng Hàn: 엔시티 유) là nhóm nhỏ đầu tiên của nhóm nhạc nam Hàn Quốc NCT. NCT U được ra mắt với 2 bài hát được phát hành vào ngày 9 và 10 tháng 4 năm 2016. Tên của nhóm là viết tắt của cụm từ Neo Culture Technology United.

## Lịch sử

### 2016: Ra mắt với "The 7th Sense" và "Without You"
Ngày 4/4, NCT U được hé lộ kèm với những bức ảnh của 2 thành viên Mark và Jaehyun, sau đó 4 thành viên Taeil, Taeyong, Doyoung và Ten được thêm vào. NCT U đã được thông báo rằng sẽ là nhóm nhỏ chính của NCT và sẽ có hai nhóm NCT U riêng biệt, mỗi nhóm sẽ có những thành viên khác nhau. Ngày 9/4, NCT U phát hành 2 bài hát, "The 7th Sense" và "Without You". Jaehyun, Mark, Ten, Taeyong và Doyoung tham gia quá trình sáng tác bài "The 7th Sense" được mô tả là có giai điệu hip-hop và những âm base trầm. Trong khi Taeil, Jaehyun và Doyoung tham gia quá trình sáng tác bài "Without You" mang âm hưởng nhạc dance và EDM. 4 ngày sau, NCT U được ra mắt trên sân khấu Music Bank.

### 2018: "Timeless" và NCT 2018
Single "Timeless" gồm có các thành viên: Taeil, Doyoung và Jaehyun. Album NCT 2018 kèm theo nhiều bài hát mới và các thành viên mới, chẳng hạn như "Boss', 'Yestoday" và "Baby Don't Stop". Bài "Boss" gồm có các thành viên: Taeyong, Doyoung, Jaehyun, Winwin, Jungwoo, Lucas và Mark. Trong khi bài "Baby Don't Stop" gồm có Taeyong và Ten. "Yestoday" thì gồm có các thành viên: Taeyong, Doyoung, Lucas và Mark.

### 2020: NCT 2020
Ngày 21 tháng 9, Khởi động dự án NCT 2020 với sự tham gia lần đầu của 3 thành viên Xiaojun, Hendery và Yangyang và sự bổ sung thêm 2 thành viên mới, Shotaro và Sungchan, nâng tổng số thành viên lên 23 và quảng bá làm 2 phần.
Ngày 12 tháng 10, nhóm phát hành album NCT 2020 Resonance Pt.1 cùng với MV ca khúc chủ đề, "Make A Wish (Birthday Song)" với 7 thành viên Taeyong, Doyoung, Jaehyun, Lucas, Xiaojun, Jaemin và Shotaro.
Ngày 19 tháng 10, nhóm phát hành MV ca khúc chủ đề thứ 2, "From Home" với 7 thành viên Taeil, Yuta, Kun, Doyoung, Renjun, Haechan và Chenle.
Ngày 23 tháng 11, nhóm phát hành album NCT 2020 Resonance Pt.2 cùng với MV ca khúc chủ đề, "90's Love" với 7 thành viên Ten, Winwin, Mark, Jeno, Haechan, Yangyang và Sungchan.
Ngày 27 tháng 11, nhóm phát hành MV ca khúc chủ đề thứ 2, "Work It" với 7 thành viên Johnny, Jungwoo, Yuta, Ten, Hendery, Jaemin và Jisung.

### 2021ː NCT 2021
Ngày 13 tháng 11 SM phát đăng thông báo về dự án NCT 2021 với full album thứ 3 Universe. Nhóm sẽ comeback vào ngày 14/12
Ngày 10 tháng 12, NCT U phát hành MV ca khúc chủ đềː "Universe (Let's play ball)" với 9 thành viên Doyoung, Jungwoo, Mark, Xiaojun, Haechan, Jeno, Jaemin, Yangyang, Shotaro.
Ngày 14 tháng 12, NCT phát hành full album thứ 3 "Universe''.với ca khúc chủ đề Beautiful với 21 thành viên

### 2023–nayː Hệ thống NCT dừng thêm thành viên, bốn thành viên rời nhóm
Ngày 24 tháng 2 năm 2023, SM cho biết hệ thống NCT sẽ dừng thêm thành viên sau khi NCT Tokyo ra mắt, qua đó giữ đội hình cố định ở năm nhóm nhỏ.
Ngày 10 tháng 5 năm 2023, SM Entertainment cho biết Lucas sẽ rời NCT để tập trung cho sự nghiệp cá nhân sau 21 tháng dừng hoạt động. Ngày 24 tháng 5 năm 2023, công ty quản lý của nhóm cho biết Shotaro và Sungchan sẽ rời NCT để tập trung ra mắt với nhóm nhạc nam mới Riize.
Ngày 28 tháng 8 năm 2024, SM Entertainment cho biết Taeil sẽ rời NCT do cáo buộc liên quan đến tội phạm tình dục.

## Thành viên
| STT                 | Nghệ danh        | Vị trí                                                 | Năm hoạt động |
| Thành viên hiện tại |                  |                                                        |               |
| 1                   | Taeyong (태용)   | Rap chính, nhảy chính, visual, center, trưởng nhóm     | 2016-nay      |
| 2                   | Doyoung (도영)   | Hát chính                                              | 2016-nay      |
| 3                   | Kun (쿤)         | Hát chính                                              | 2016-nay      |
| 4                   | Ten (텐)         | Nhảy chính, hát dẫn, rap phụ                           | 2016-nay      |
| 5                   | Jaehyun (재현)   | Hát chính, nhảy dẫn,rap phụ, visual                    | 2016-nay      |
| 6                   | Mark (마크)      | Rap chính, nhảy chính                                  | 2016-nay      |
| 7                   | Winwin (윈윈)    | Nhảy dẫn, hát phụ, rap phụ, visual                     | 2018-nay      |
| 8                   | Jungwoo (정우)   | Hát dẫn, nhảy dẫn                                      | 2018-nay      |
| 9                   | Haechan (해찬)   | Hát chính, nhảy dẫn                                    | 2019-nay      |
| 10                  | Johnny (쟈니)    | Nhảy dẫn, rap phụ, hát phụ                             | 2020-nay      |
| 11                  | Yuta (유타)      | Nhảy dẫn, rap phụ, hát phụ                             | 2020-nay      |
| 12                  | Xiaojun (샤오쥔) | Hát chính                                              | 2020-nay      |
| 13                  | Hendery (헨드리) | Rap dẫn, nhảy dẫn                                      | 2020-nay      |
| 14                  | Renjun (런쥔)    | Hát chính, nhảy dẫn                                    | 2020-nay      |
| 15                  | Jeno (제노)      | Rap dẫn, nhảy dẫn, hát phụ                             | 2020-nay      |
| 16                  | Jaemin (재민)    | Rap dẫn, nhảy dẫn, hát phụ, visual                     | 2020-nay      |
| 17                  | Yangyang (양양)  | Rap chính, Nhảy chính, hát phụ                         | 2020-nay      |
| 18                  | Chenle (천러)    | Hát chính                                              | 2020-nay      |
| 19                  | Jisung (지성)    | Nhảy chính, rap phụ, hát phụ, thành viên nhỏ tuổi nhất | 2020-nay      |
| Cựu thành viên      |                  |                                                        |               |
| 1                   | Taeil (태일)     | Hát chính                                              | 2016-2024     |
| 2                   | Lucas (루카스)   | Rap dẫn, nhảy dẫn, visual                              | 2018-2023     |
| 3                   | Shotaro (쇼타로) | Nhảy chính, rap phụ, hát phụ                           | 2020-2023     |
| 4                   | Sungchan (성찬)  | Rap dẫn                                                | 2020-2023     |

### Theo các sản phẩm âm nhạc
| Tên      | Bài hát tham gia                                                   |
| -------- | ------------------------------------------------------------------ |
| Taeil    | (2),(3),(4),(8),(13),(14),(15),(17),(18),(27),(29),(30)            |
| Johnny   | (10),(13),(14),(17),(19),(25),(26)                                 |
| Taeyong  | (1),(5),(6),(7),(9),(10),(11),(12),(21),(22),(24)                  |
| Yuta     | (13),(14),(15),(17),(19),(24),(25)                                 |
| Doyoung  | (1),(2),(3),(4),(5),(7),(8),(9),(11),(12),(15),(21),(23),(26),(30) |
| Kun      | (3),(12),(13),(15),(17),(21),(28),(29)                             |
| Ten      | (1),(6),(14),(16),(19),(24),(27)                                   |
| Jaehyun  | (1),(2),(3),(4),(5),(8),(9),(11),(13),(20),(27),(28),(29)          |
| Winwin   | (5),(11),(16)                                                      |
| Jungwoo  | (5),(13),(17),(19),(20),(23),(25),(28)                             |
| Lucas    | (5),(7),(9),(11),(14)                                              |
| Mark     | (1),(5),(7),(10),(11),(16),(20),(22),(23),(24),(26)                |
| XiaoJun  | (9),(13),(18),(23),(27),(30)                                       |
| Hendery  | (10),(17),(19),(20),(24),(25),(28)                                 |
| RenJun   | (14),(15),(17),(18),(26),(30)                                      |
| Jeno     | (10),(16),(23),(24),(26)                                           |
| Haechan  | (8),(14),(15),(16),(23),(27),(29)                                  |
| Jaemin   | (9),(19),(23),(25),(26)                                            |
| YangYang | (10),(16),(21),(22),(23),(24),(26)                                 |
| Shotaro  | (9),(20),(21),(23),(25),(28)                                       |
| Sungchan | (10),(12),(16),(20),(26),(27)                                      |
| Chenle   | (13),(15),(17),(20),(21),(25),(28),(29)                            |
| Jisung   | (14),(17),(19),(21),(25),(28)                                      |

### Đội hình bài hát
1.The 7th Sense
2.Without You
3.Without You (Chinese ver.)
4.Timeless
5.Boss
6.Baby Don't Stop
7.Yestoday
8.Coming Home
9.Make A Wish (Korean + English)
10.Misfit
11.Volcano
12.Light Bulb
13.Dancing In The Rain
14.Faded In My Last Song
15.From Home (Orginial + Korean ver.)
16.90's Love
17.Raise The Roof
18.My Everything
19.Work It
20.All About You
21.I.O.U
22.New Axis
23.Universe
24.OK
25.Birthday Party
26.Know Now
27.Round & Round
28.Vroom
29.Sweet Dream
30.Good Night

## Danh sách đĩa nhạc

### Tiếng Hàn

#### Single
| Năm  | Tựa đề                         | Thành viên                                        |
| ---- | ------------------------------ | ------------------------------------------------- |
| 2016 | 일곱 번째 감각 (The 7th Sense) | Taeyong Doyoung Ten Jaehyun, Mark                 |
| 2016 | Without You                    | Taeil Doyoung Jaehyun Kun (phiên bản tiếng Trung) |
| 2018 | 텐데... (Timeless)             | Taeil Doyoung Jaehyun                             |

#### Nhạc phim
| Năm  | Tựa đề            | Bài hát           | Thành viên            |
| ---- | ----------------- | ----------------- | --------------------- |
| 2017 | School 2017       | "Stay In My Life" | Taeil Taeyong Doyoung |
| 2018 | Radio Romance     | "Radio Romance"   | Taeil Doyoung         |
| 2018 | Dokgo Rewind      | "New Dream"       | Taeil Jaehyun         |
| 2019 | Best Mistake      | "New Love"        | Doyoung Jaehyun       |
| 2019 | The Tale of Nokdu | "Baby Only You"   | Doyoung Mark          |

#### Album
| Năm  | Tựa đề                 | Bài hát                                                    | Thành viên                                                        |
| ---- | ---------------------- | ---------------------------------------------------------- | ----------------------------------------------------------------- |
| 2018 | NCT 2018 Empathy       | Boss                                                       | Taeyong Doyoung Jaehyun Winwin Jungwoo Lucas Mark                 |
| 2018 | NCT 2018 Empathy       | Baby Don't Stop                                            | Taeyong Ten                                                       |
| 2018 | NCT 2018 Empathy       | Baby Don't Stop (Thailand ver.)                            | Taeyong Ten                                                       |
| 2018 | NCT 2018 Empathy       | Yestoday                                                   | Taeyong Doyoung Lucas Mark                                        |
| 2020 | NCT 2020 Resonance Pt1 | Make A Wish                                                | Taeyong Doyoung Jaehyun Lucas XiaoJun Jaemin Shotaro              |
| 2020 | NCT 2020 Resonance Pt1 | Misfit                                                     | Johnny Taeyong Mark Hendery Jeno YangYang SungChan                |
| 2020 | NCT 2020 Resonance Pt1 | Volcano                                                    | Taeyong Doyoung Jaehyun Winwin Jungwoo Lucas Mark                 |
| 2020 | NCT 2020 Resonance Pt1 | Light Bulb                                                 | Taeyong Kun Doyoung SungChan                                      |
| 2020 | NCT 2020 Resonance Pt1 | Dancing In The Rain                                        | Taeil Johnny Yuta Kun Jaehyun Jungwoo XiaoJun Chenle              |
| 2020 | NCT 2020 Resonance Pt1 | Faded In My Last Song                                      | Taeil Johnny Yuta Ten Lucas RenJun Haechan Jisung                 |
| 2020 | NCT 2020 Resonance Pt1 | From Home                                                  | Taeil Yuta Kun Doyoung RenJun Haechan Chenle                      |
| 2020 | NCT 2020 Resonance Pt1 | From Home (Korean Ver.)                                    | Taeil Yuta Kun Doyoung RenJun Haechan Chenle                      |
| 2020 | NCT 2020 Resonance Pt1 | Make A Wish (English Ver.)                                 | Taeyong Doyoung Jaehyun Lucas XiaoJun Jaemin Shotaro              |
| 2020 | NCT 2020 Resonance Pt2 |                                                            |                                                                   |
| 2020 | 90's Love              | Ten WinWin Mark Jeno Haechan YangYang SungChan             |                                                                   |
| 2020 | Raise The Roof         | Taeil Johnny Yuta Kun Jungwoo Hendery RenJun Chenle Jisung |                                                                   |
| 2020 | My Everything          | Taeil XiaoJun RenJun                                       |                                                                   |
| 2020 | Work It                | Johnny Yuta Ten Jungwoo Hendery Jaemin Jisung              |                                                                   |
| 2020 | All About You          | Jaehyun Jungwoo Mark Hendery Shotaro SungChan Chenle       |                                                                   |
| 2020 | I.O.U                  | Taeyong Kun Doyoung YangYang Shotaro Chenle Jisung         |                                                                   |
| 2021 | Universe               | New Axis                                                   | Taeyong Mark YangYang                                             |
| 2021 | Universe               | Universe                                                   | Doyoung Jungwoo Mark XiaoJun Jeno Haechan Jaemin YangYang Shotaro |
| 2021 | Universe               | OK                                                         | Taeyong Yuta Ten Mark Hendery Jeno YangYang                       |
| 2021 | Universe               | Birthday Party                                             | Johnny Yuta Jungwoo Hendery Jaemin Shotaro Chenle Jisung          |
| 2021 | Universe               | Know Now                                                   | Johnny Doyoung Mark RenJun Jeno Jaemin YangYang Sungchan          |
| 2021 | Universe               | Round & Round                                              | Taeil Ten Jaehyun XiaoJun Haechan SungChan                        |
| 2021 | Universe               | Vroom                                                      | Kun Jaehyun Jungwoo Hendery Shotaro Chenle Jisung                 |
| 2021 | Universe               | Sweet Dream                                                | Taeil Kun Jaehyun Haechan Chenle                                  |
| 2021 | Universe               | Good Night                                                 | Taeil Doyounɡ<br/ XiaoJun RenJun                                  |

## Quảng bá thương hiệu
| Năm  | Nhãn hiệu       | Thành viên                       |
| ---- | --------------- | -------------------------------- |
| 2016 | SK Telecom POM  | Taeyong Ten Mark                 |
| 2017 | Tảo biển Masita | Taeyong Ten Doyoung Jaehyun Mark |

## Buổi biểu diễn

### Fan-meeting
- Fan-meeting của NCT U (Taeyong x Ten) ở Bangkok (2018)

### SM Town
- SM Town Live World Tour V (2016)
- SM Town Live World Tour VI (2017-2018)
- SM Town Live 2018 (2018)